# Marchas
Marches és un municipi francès situat al departament de la Droma i a la regió d'Alvèrnia-Roine-Alps. L'any 2007 tenia 717 habitants.

## Demografia

### Població
El 2007 la població de fet de Marches era de 717 persones. Hi havia 252 famílies de les quals 48 eren unipersonals (20 homes vivint sols i 28 dones vivint soles), 80 parelles sense fills, 108 parelles amb fills i 16 famílies monoparentals amb fills.
La població ha evolucionat segons el següent gràfic:
Habitants censats

### Habitatges
El 2007 hi havia 291 habitatges, 269 eren l'habitatge principal de la família, 14 eren segones residències i 8 estaven desocupats. 269 eren cases i 19 eren apartaments. Dels 269 habitatges principals, 214 estaven ocupats pels seus propietaris, 49 estaven llogats i ocupats pels llogaters i 6 estaven cedits a títol gratuït; 4 tenien una cambra, 10 en tenien dues, 32 en tenien tres, 60 en tenien quatre i 163 en tenien cinc o més. 207 habitatges disposaven pel capbaix d'una plaça de pàrquing. A 100 habitatges hi havia un automòbil i a 154 n'hi havia dos o més.

### Piràmide de població
La piràmide de població per edats i sexe el 2009 era:
| Homes | Edats   | Dones |
| ----- | ------- | ----- |
| 0     | 95 o +  | 0     |
| 8     | 90 a 94 | 0     |
| 0     | 85 a 89 | 0     |
| 4     | 80 a 84 | 4     |
| 0     | 75 a 79 | 4     |
| 4     | 70 a 74 | 4     |
| 8     | 65 a 69 | 12    |
| 24    | 60 a 64 | 24    |
| 20    | 55 a 59 | 12    |
| 28    | 50 a 54 | 20    |
| 24    | 45 a 49 | 20    |
| 16    | 40 a 44 | 36    |
| 40    | 35 a 39 | 32    |
| 48    | 30 a 34 | 24    |
| 8     | 25 a 29 | 20    |
| 12    | 20 a 24 | 20    |
| 32    | 15 a 19 | 8     |
| 44    | 10 a 14 | 16    |
| 40    | 5 a 9   | 20    |
| 20    | 0 a 4   | 28    |

## Economia
El 2007 la població en edat de treballar era de 477 persones, 367 eren actives i 110 eren inactives. De les 367 persones actives 332 estaven ocupades (176 homes i 156 dones) i 35 estaven aturades (10 homes i 25 dones). De les 110 persones inactives 43 estaven jubilades, 46 estaven estudiant i 21 estaven classificades com a «altres inactius».

### Ingressos
El 2009 a Marches hi havia 286 unitats fiscals que integraven 785 persones, la mediana anual d'ingressos fiscals per persona era de 17.742 €.

### Activitats econòmiques
Dels 27 establiments que hi havia el 2007, 1 era d'una empresa extractiva, 3 d'empreses alimentàries, 1 d'una empresa de fabricació d'altres productes industrials, 8 d'empreses de construcció, 5 d'empreses de comerç i reparació d'automòbils, 1 d'una empresa de transport, 3 d'empreses d'hostatgeria i restauració, 1 d'una empresa d'informació i comunicació, 1 d'una empresa financera i 3 d'empreses de serveis.
Dels 8 establiments de servei als particulars que hi havia el 2009, 1 era un taller de reparació d'automòbils i de material agrícola, 4 paletes, 1 guixaire pintor, 1 fusteria i 1 restaurant.
L'únic establiment comercial que hi havia el 2009 era una fleca.
L'any 2000 a Marches hi havia 35 explotacions agrícoles que ocupaven un total de 1.320 hectàrees.

## Equipaments sanitaris i escolars
El 2009 hi havia una escola elemental.

## Poblacions més properes
El següent diagrama mostra les poblacions més properes.